# Шелковское
Шелковское — бывшее село в Кизлярском районе Дагестана. Входило в состав Аверьяновского сельсовета. Предположительно упразднено в 1970-е годы.

## Географическое положение
Располагалось на Староаверьяновском канале, южнее автодороги «Кизляр — Кохановка», приблизительно в 1,3 км к юго-западу от села Ефимовка.

## История
Предположительно основано переселенцами из станицы Шелковской. В 1929 году хутор Ново-Шелковской состоял из 21 хозяйства и входил в состав Аверьяновского сельсовета Кизлярского района. На картах 1940-х годов хутор обозначен под названием Шелковской. По данным на 1970 год село Шелковское входило в состав Аверьяновского сельсовета и являлось отделением колхоза «2-я пятилетка».

## Население
По данным переписи 1926 году на хуторе проживало 92 человека (50 мужчин и 42 женщины); 100 % населения — русские. В 1970 году в селе проживало: постоянного населения — 35 человек, наличного — 36.